# Philondenx
Philondenx ist eine französische Gemeinde mit 189 Einwohnern (Stand: 1. Januar 2022) im Département Landes in der Region Nouvelle-Aquitaine. Sie gehört zum Arrondissement Mont-de-Marsan und zum Kanton Chalosse Tursan. 
Nachbargemeinden sind Lacajunte im Norden, Pimbo im Osten, Arzacq-Arraziguet im Süden, Cabidos im Südwesten und Malaussanne im Westen.

## Bevölkerungsentwicklung

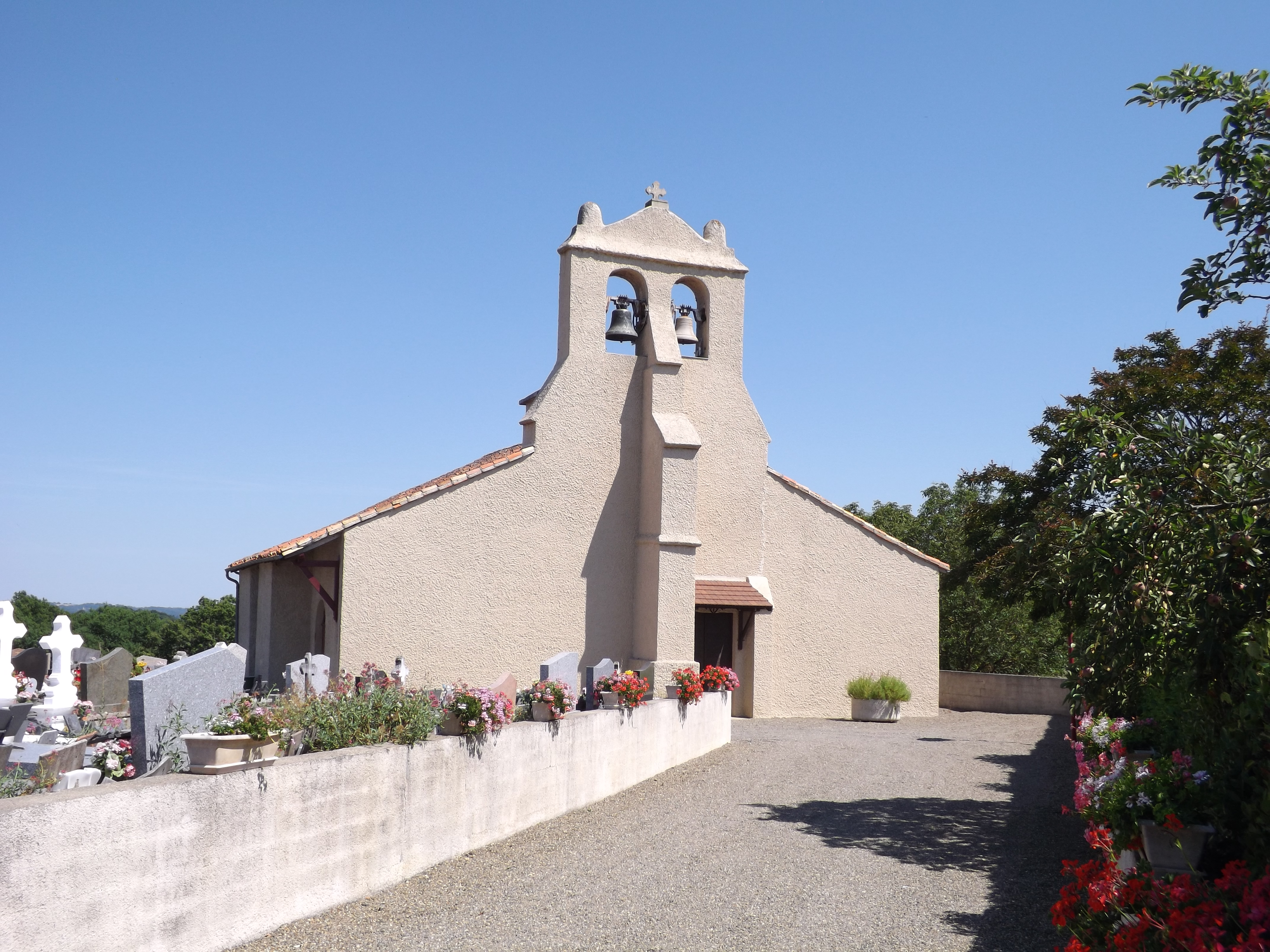
Kirche Saint-Étienne

| Jahr      | 1962 | 1968 | 1975 | 1982 | 1990 | 1999 | 2008 | 2017 |
| --------- | ---- | ---- | ---- | ---- | ---- | ---- | ---- | ---- |
| Einwohner | 307  | 286  | 275  | 266  | 221  | 204  | 211  | 202  |